# 디에고마틴 지역

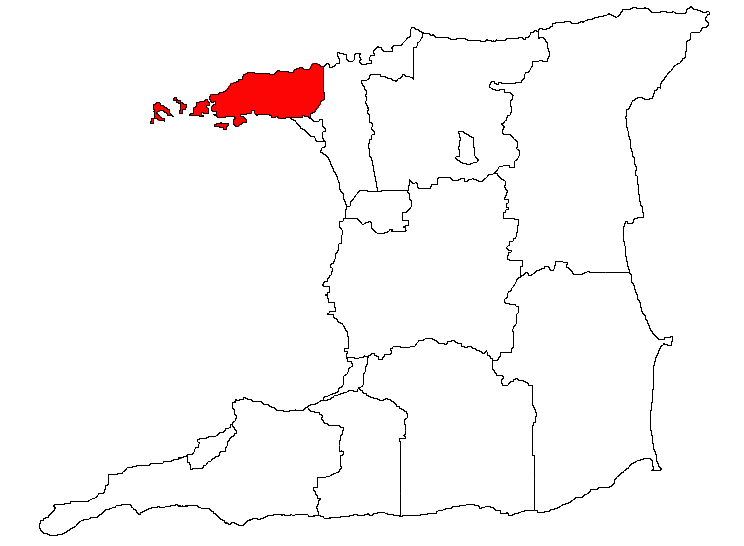
디에고마틴 지역의 위치

디에고마틴 지역(영어: Diego Martin)은 트리니다드 토바고의 지역으로 중심 도시는 프티밸리(Petit Valley)이며 면적은 127.53km2, 인구는 105,720명(2000년 기준), 인구 밀도는 830명/km2이다.